# باتيك إير ماليزيا
باتيك إير ماليزيا (المعروفة سابقًا باسم ماليندو إير) هي شركة طيران ماليزية، تتخد من مطار كوالالمبور الدولي مركزاً لعملياتها. هي شركة طيران تابعة لمجموعة ليون إير الإندونيسية، ومقرها الرئيسي في بيتالينج جايا، سلاغور، ماليزيا. أصل التسمية «ماليندو» يأتي من اندماج الحروف الأولى «مالي» و «إندو» لكل من دولتي ماليزيا وإندونيسيا ويعبر عن إتفاق تعاوني بين الدولتين.

## الوجهات

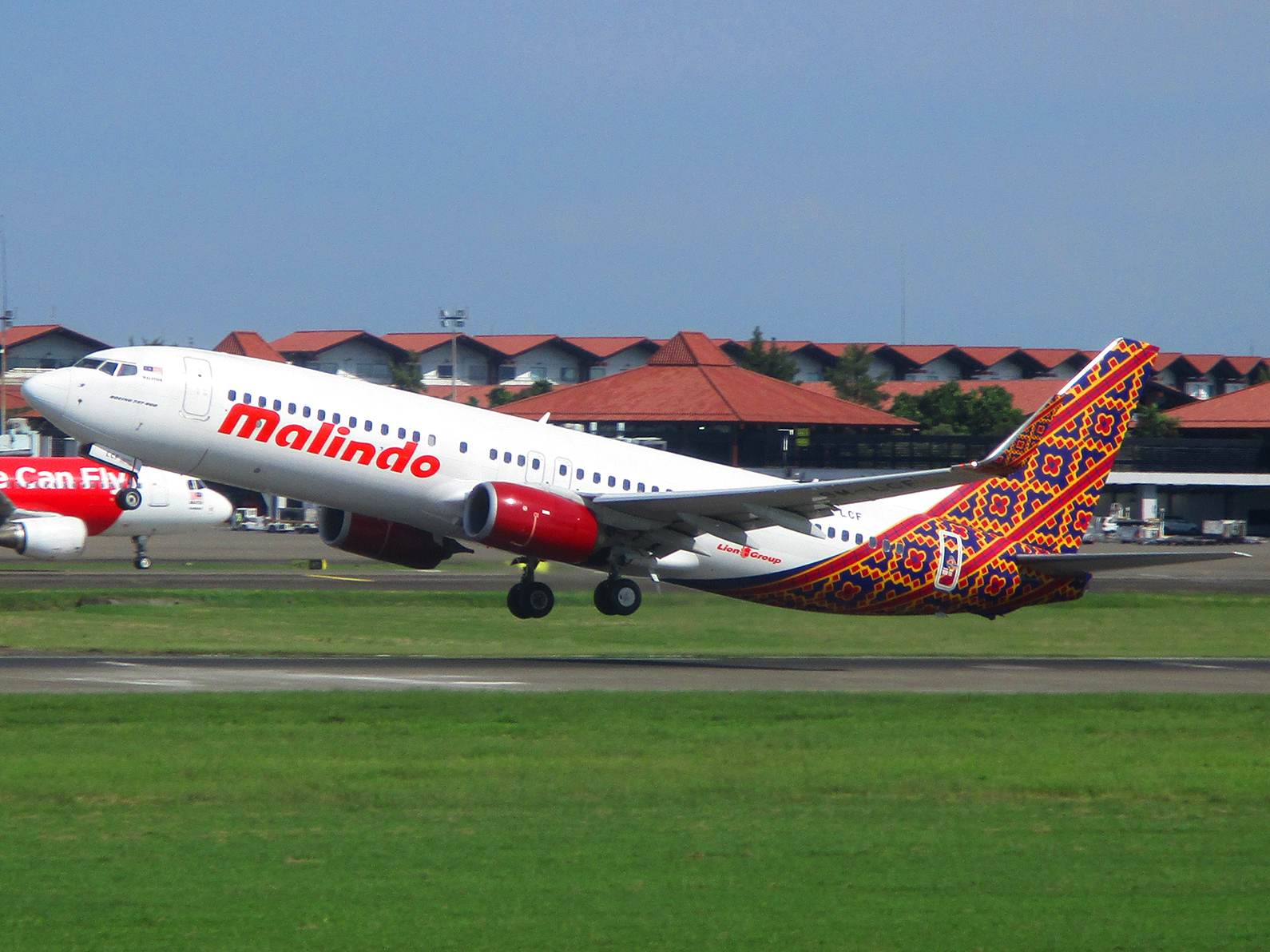
طائرة بوينغ 737-800 تابعة للشركة في مطار سوكارنو هاتا الدولي، تانقيرانغ، بنتن

تقوم شركة باتيك للطيران الماليزي بتشغيل أكثر من 800 رحلة أسبوعياً عبر 57 مسارًا في ماليزيا وعبر قارات آسيا وأستراليا.

### اتفاقية الرمز المشترك
لدى باتيك إير اتفاقية الرمز المشترك مع الشركات التالية:
- Batik Air[8]
- الخطوط الجوية التركية[9]

### المشاريع المشتركة
أبرمت شركة باتيك للطيران الماليزي مشاريع مشتركة مع شركات الطيران التالية:
- خطوط كل اليابان الجوية[10]
- الاتحاد للطيران[11]
- الطيران العماني[10]
- الخطوط الجوية الدولية الباكستانية[12]
- الخطوط الجوية القطرية[10]
- الخطوط الجوية التركية[9]
- خطوط زيامن الجوية[13]

## الأسطول
اعتبارًا من أكتوبر 2022، تشغل باتيك إير الطائرات التالية:
| الطائرة                | في الخدمة | مطلوبة | الركاب       | الركاب   | الركاب  | ملاحظات            |
| الطائرة                | في الخدمة | مطلوبة | رجال الأعمال | السياحية | المجموع | ملاحظات            |
| ---------------------- | --------- | ------ | ------------ | -------- | ------- | ------------------ |
| إيه تي آر 72           | 12        | —      | —            | 72       | 72      |                    |
| بوينغ 737 الجيل القادم | 3         | —      | 12           | 150      | 162     |                    |
| بوينغ 737 ماكس         | 3         | 1      | 12           | 150      | 162     |                    |
| بوينغ 737 ماكس         | 12        | 1      | —            | 180      | 180     | نقلت إلى ليون إير. |
| المجموع                | 30        | 1      |              |          |         |                    |